# Орменка
О́рменка — деревня в Выгоничском районе Брянской области, административный центр Орменского сельского поселения. Расположена в 13 км к северо-западу от пгт Выгоничи. Население — 439 человек (2010).
Имеется отделение связи, сельская библиотека.

## История
Упоминается с XVII века; бывшее владение Тютчевых, в XIX веке — Васильчиковых. Входила в приход села Малый Крупец.
Первоначально входила в Брянский уезд; с последней четверти XVIII века до 1924 года в Трубчевском уезде (с 1861 — в составе Красносельской волости, с 1910 в Малфинской волости; в 1918—1919 входила во временно образованную Никольскую волость).
В 1924—1929 в Жирятинской волости Бежицкого уезда; с 1929 в Выгоничском районе, а в период его временного расформирования (1932—1939, 1963—1977) — в Брянском районе.
До 1965 года — усадьба колхоза «Россия», с 1965 совхоз «Орменский» (ныне ООО «Орменское»).